# Schwadron

Schwadron (Eskadron) der Reichswehr (1928)

Eine Schwadron ist eine militärische Einheit, die je nach historischer Epoche und Truppengattung unterschiedlich beschaffen sein kann. Die häufigste Bedeutung ist synonym zur Eskadron der Kavallerie, die der Kompanie oder Batterie der Bundeswehr bzw. der Company in anglophonen Streitkräften vergleichbar ist.

## Etymologie
Das Wort stammt von dem italienischen squadrone (deutsch: großes Viereck, lateinisch: quadrus) ab, einer in einem Viereck aufgestellten Formation. Davon ausgehend haben sich mehrere Bedeutungen entwickelt.

## Landstreitkräfte
In vielen Heeren gab und gibt es zum Teil die Bezeichnung Schwadron oder Eskadron für Kavallerie- oder Panzereinheiten auf Kompanieebene. Je nach Waffengattung kann die Bezeichnung wechseln: bei der Infanterie lautet sie Kompanie, bei der Artillerie lautet sie Batterie und bei der Kavallerie bzw. ihren Nachfolgern Schwadron.
Ab dem 1. Juli 1936 ersetzte der eingedeutschten Begriff Schwadron in der Wehrmacht den bisherigen Begriff Eskadron (gleichzeitig wurden die drei Kavalleriedivisionen der Wehrmacht aufgelöst und die meisten Reiterregimenter in Kavallerie-Regimenter umbenannt und umgegliedert). Im Zweiten Weltkrieg besaß die Wehrmacht „Reiterschwadronen“ zu Pferde, „Radfahrschwadronen“ mit Fahrrädern oder Krädern und „Schwere Schwadronen“ mit Panzerspähwagen.

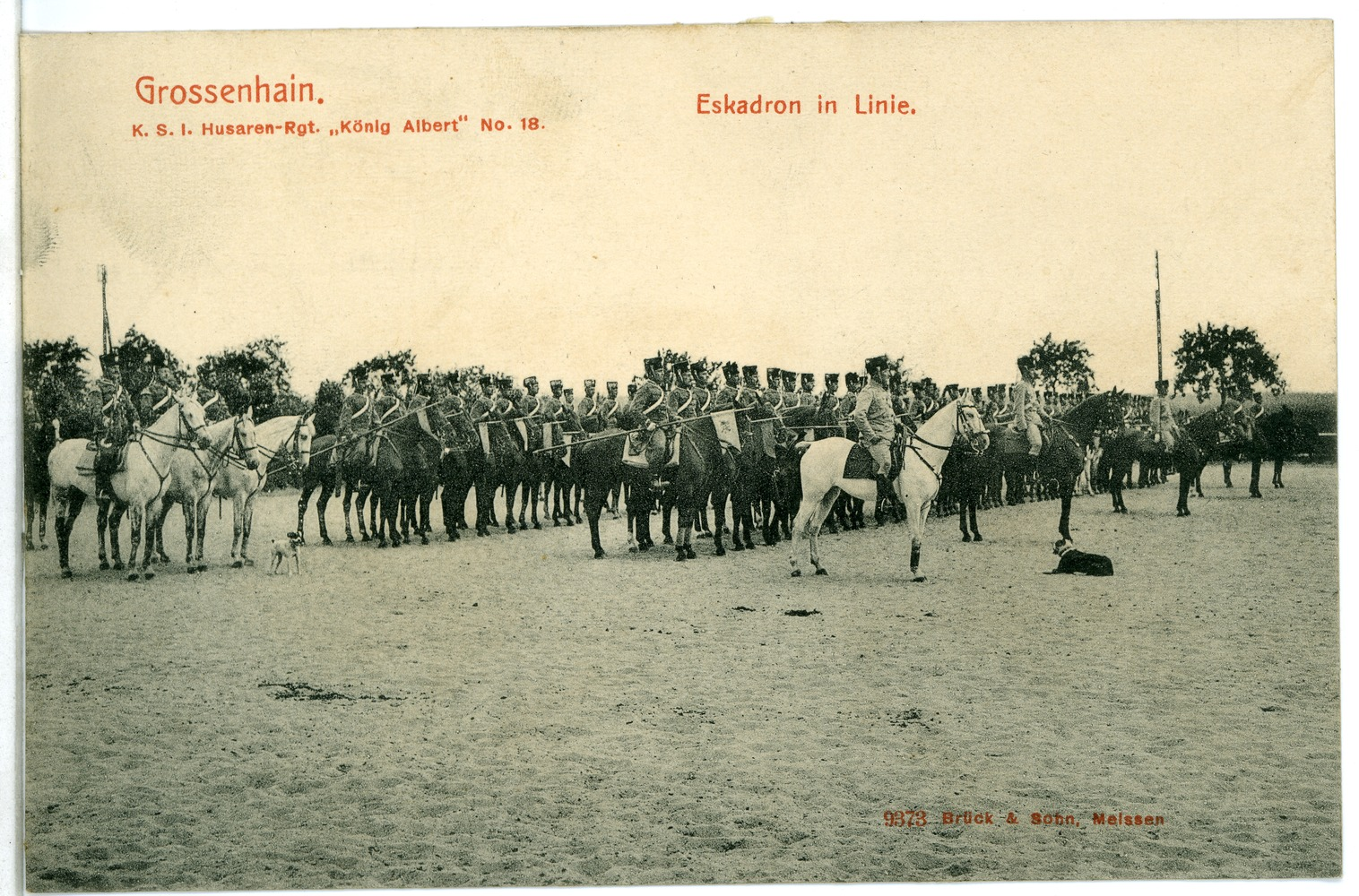
Schwadron in Linie
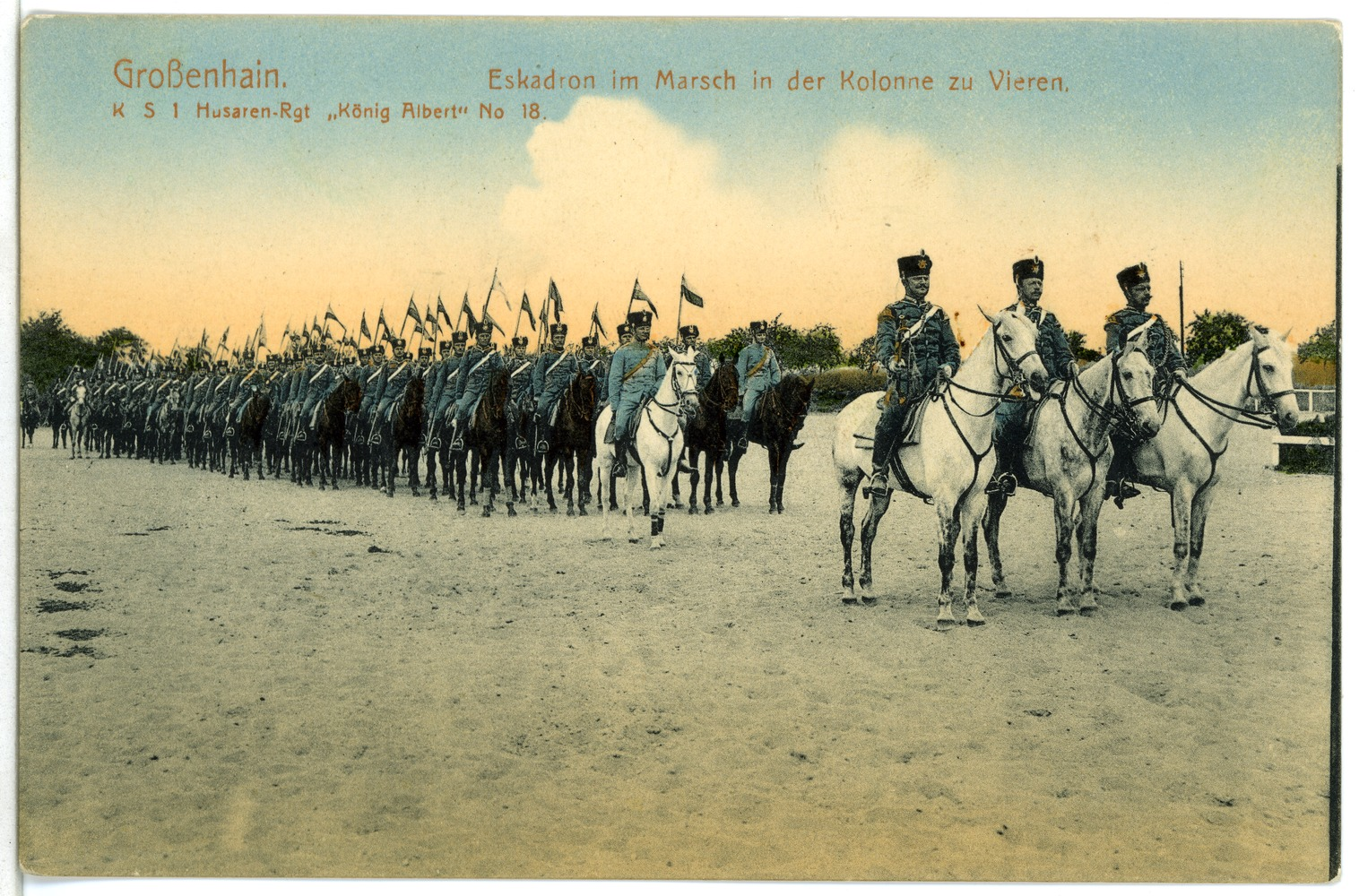
Schwadron in Marsch
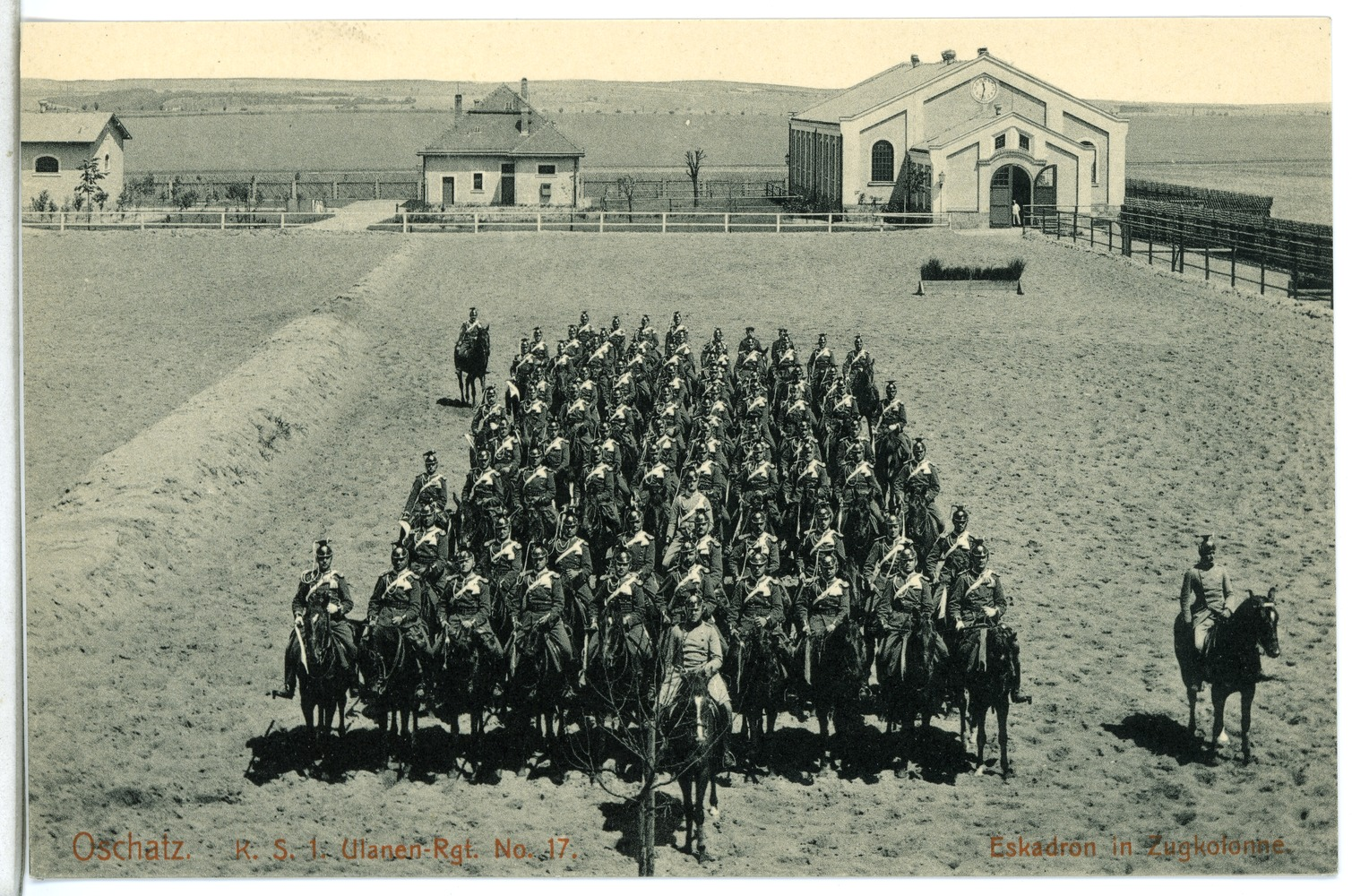
Schwadron in Zugkolonne

## Luftstreitkräfte
Bei etlichen Luftstreitkräften mit ungebrochener Tradition wurde die Bezeichnung für Staffel aus der Kavallerie übernommen. Im angelsächsischen Raum wird die Staffel als Squadron bezeichnet, was nicht mit einem Geschwader (Wing, unter Umständen auch Group) gleichzusetzen ist: Ein Geschwader besteht in der Regel aus mehreren Staffeln.

## Seestreitkräfte
Auch bei etlichen Kriegsmarinen findet der Begriff squadron Verwendung. Oft handelt es sich dabei um typgleiche Schiffe. Das Äquivalent in der Deutschen Marine ist das Geschwader.

## Belege
1. ↑  Pferde im Einsatz bei Wehrmacht und Waffen-SS (Memento vom 30. Januar 2013 im Internet Archive)
2. ↑  Fahrräder im Einsatz bei der Wehrmacht 1939–1945
3. ↑  Kavallerie-Regiment 18 der Reichswehr bzw. der Wehrmacht, abgerufen am 23. Juni 2023.